# Classe Sierra
La classe Sierra è una classe di sottomarini d'attacco a propulsione nucleare (SSN), di fabbricazione sovietica prima e russa poi, il cui nome in codice è divenuto, in Occidente, più noto dell'originale denominazione di progetto.
I battelli di questa classe possono essere suddivisi in due sottoclassi: gli esemplari appartenenti al Progetto 945 Barrakuda (in cirillico: Проект 945 Барракуда, nome in codice NATO: Sierra I) e quelli appartenenti al Project 945A Kondor (in cirillico: Проект 945А Кондор, nome in codice NATO: Sierra II) la quale costituisce una versione migliorata del precedente.
Entrati in servizio con la Marina sovietica a partire dal 1984, le unità di questa classe presentano un innovativo scafo in titanio in grado di aumentarne la resistenza e di ridurre la traccia acustica; inoltre, risultano essere tra i primi sottomarini nucleari ad avere un sistema di comando e controllo computerizzato.
Ordinati in soli 6 esemplari, di cui uno appartenente alla sottoclasse Sierra III e demolito al 30% di completamento, solo quattro di questi sono stati commissionati al cliente finale.
Al 2021, sono solo due le unità classe Sierra rimaste in servizio, entrambe nei ranghi della Flotta del Nord della Marina militare russa.

## Unità
| Nome                        | Impostazione            | Varo                    | Entrata in servizio     | Flotta                  | Stato                   | Note                    |
| Progetto 945 (Sierra I)     | Progetto 945 (Sierra I) | Progetto 945 (Sierra I) | Progetto 945 (Sierra I) | Progetto 945 (Sierra I) | Progetto 945 (Sierra I) | Progetto 945 (Sierra I) |
| --------------------------- | ----------------------- | ----------------------- | ----------------------- | ----------------------- | ----------------------- | ----------------------- |
| B-239 Carp                  | 20 luglio 1979          | 29 luglio 1983          | 29 settembre 1984       | del Nord                | Fuori servizio          |                         |
| B-276 Kostroma              | 1 aprile 1984           | 27 giugno 1986          | 27 ottobre 1987         | del Nord                | Fuori servizio          |                         |
| Progetto 945A (Sierra II)   |                         |                         |                         |                         |                         |                         |
| K-534 Nižnij Novgorod       | 15 febbraio 1986        | 08 luglio 1989          | 26 dicembre 1990        | del Nord                | Attivo                  |                         |
| K-336 Pskov                 | 29 luglio 1989          | 28 luglio 1992          | 14 dicembre 1993        | del Nord                | Attivo                  |                         |
| K-536                       | -                       | -                       | -                       | -                       | Fuori servizio          | Demolito nel 1993       |
| Progetto 945AB (Sierra III) |                         |                         |                         |                         |                         |                         |
| K-???                       | marzo 1990              | -                       | -                       | -                       | Fuori servizio          | Demolito nel 1993       |

## Utilizzatori

### Presenti
Russia
- Voenno-morskoj flot (Federazione Russa)

### Passati
Unione Sovietica
- Voenno-morskoj flot (Unione Sovietica)